# ArchiSafe
ArchiSafe war ein Projekt, das im Rahmen der E-Government Initiative BundOnline 2005 durchgeführt wurde. Ziel von ArchiSafe war die konzeptionelle Ausarbeitung zur rechts- und revisionssicheren Archivierung elektronisch signierter Dokumente gemäß Signaturgesetz (SigG) und Signaturverordnung (SigV). Die Projektdauer betrug 4 Jahre (12/2004 – 11/2008).

## Projektpartner
Das Projekt wurde von der Physikalisch-Technischen Bundesanstalt (PTB) in  Zusammenarbeit mit dem Bundesarchiv, dem Bundesamt für Sicherheit in der Informationstechnik (BSI) und der Koordinierungs- und Beratungsstelle der Bundesregierung für Informationstechnik in der Bundesverwaltung (KBSt) durchgeführt. In Form eines Nutzerbeirates sind Vertreter von mehr als 20 verschiedenen Bundes- und Landesbehörden beteiligt gewesen.
ArchiSafe ist als ein EfA (Einer-für-Alle) Dienst konzipiert und steht allen Behörden der Länder, Kommunen und des Bundes zur Verfügung.

## Konzepte
Konzeptionell knüpft ArchiSafe an den Ergebnissen des vom Bundesministerium für Wirtschaft und Arbeit geförderten Projektes ArchiSig an.
Im Rahmen von ArchiSafe wurden mehrere Konzepte und Spezifikationen erarbeitet und veröffentlicht. Diese betrachten:
- rechtliche Rahmenbedingungen für die Verwaltung, die bei der Langzeitarchivierung elektronisch signierter Dokumente zu beachten sind
- allgemeingültige Anforderungen und konzeptionelle Ansätze an/für die elektronische Langzeitarchivierung
- Grobkonzept, zur Entwicklung einer Middleware, die Schnittstellen zu Fachverfahren, Archivierungssystemen und Zertifizierungsdiensteanbietern zur Verfügung stellt
- Funktionale Anforderungen an eine dauerhafte und rechtssichere elektronische Ablage
- Metadaten, die für eine Ablage von elektronischem Schriftgut erforderlich sind
- geeigneten Langzeitdokumentenformate
- Signaturen und Signaturverifikationsdaten
- Import- und Export-Schnittstellen
- Schutzprofil (PP-0049) nach den Common criteria, welches vom BSI evaluiert und zertifiziert wurde

## Realisierung
Im Sinne eines Proof of Concept wurde in der PTB ein Prototyp entwickelt, der die im Rahmen eines vorhandenen Fachverfahrens erstellten Dokumente (z. B. innerstaatliche Bauartzulassungen) rechtssicher archiviert.